# Charles de Merode
Charles Antoine Ghislain graaf de Merode (Everberg, 1 augustus 1824 - Brussel, 6 april 1892), 10e markies van Westerlo, 7e prins van Rubempré en 4e prins van Grimbergen, was een Belgisch diplomaat en politicus voor de Katholieke Partij.

## Levensloop
Geboren in het Huis Merode, was hij grondeigenaar en woonde op het Kasteel van Westerlo, de gemeente waarvan hij burgemeester was van 1879 tot aan zijn dood in 1892. Hij was de zoon van graaf Henri de Merode, de oudste van de broers De Merode, Félix de Mérode, Frédéric de Merode en Werner de Merode, die alle drie een rol speelden bij het ontstaan van het koninkrijk België.
De Merode trouwde in 1849 met Marie Nicolette prinses en hertogin d'Arenberg (1830-1905). Hij werd op jonge leeftijd diplomaat en bracht het tot buitengewoon gezant en gevolmachtigd minister in Spanje. Charles de Merode was volksvertegenwoordiger en, net als zijn vader, senator voor de Katholieke Partij. Hij was senaatsvoorzitter van 10 november 1885 tot aan zijn dood op 6 april 1892. In 1890 werd hij benoemd tot minister van Staat.
Charles de Merode was de vader van Henri de Merode (1856-1908) die eveneens burgemeester van Westerlo en senaatsvoorzitter was. Hij had verder ook nog een dochter Jeanne (1853-1944) die ongehuwd bleef en een dochter Alix (1850-1922) die trouwde met Guillaume graaf de La Roche-Aymon (1851-1940).